# Ratzeputz

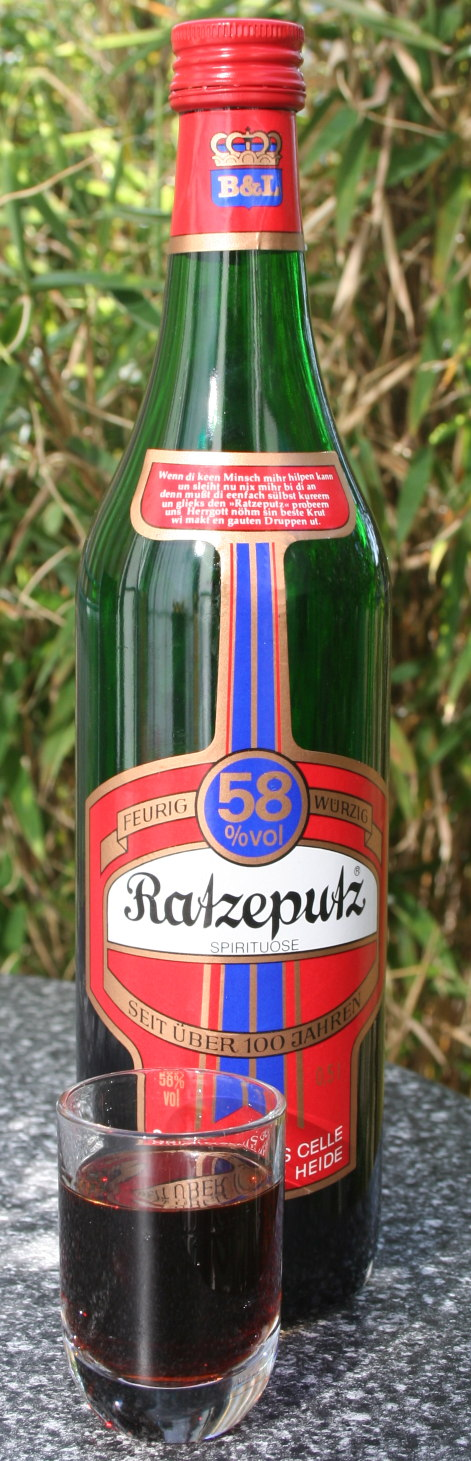
Ratzeputz-Flasche

Ratzeputz ist der Markenname eines Schnapses von C.W. Baland & Langebartels in Celle. Geschmacksträger sind Auszüge aus der Ingwerwurzel, die sich auch wohltuend auf den Magen auswirken sollen.
Der heutige (2006) Ratzeputz enthält nur noch 58 Vol.-% Alkohol, früher waren höhere Alkoholgehalte üblich. Die von manchen Konsumenten als scharf empfundenen Ingredienzien sorgen für einen lange anhaltenden Geschmack in Mund und Rachen.
Im Jahre 1877 wurde Ratzeputz von Peter Weidmann entwickelt, der Destillateur in Celle war. Dort, im gesamten Territorium der Lüneburger Heide und ihrem Umland ist der Ratzeputz eine bekannte hochprozentige Spirituosenspezialität. Sein intensiver, aber feiner Ingwergeschmack hat ihm jedoch auch international zu beachtlichem Ruf verholfen. Ursprünglich von „C.W. Baland & Langebartels“ hergestellt, wird Ratzeputz mittlerweile in Lizenz von Schwarze & Schlichte in Oelde hergestellt.
Bis vor einigen Jahren wurde der Ratzeputz mitten in der Celler Innenstadt gebrannt. Das Fehlen des wöchentlichen scharfen Geruches in der Stadt ist auf die Verlagerung der Produktion in ein Industriegebiet in Westercelle zurückzuführen. Die Verkaufsstelle direkt an der Brennerei (zwischen Neuer Straße und Zöllnerstraße) in der Innenstadt ist ebenfalls geschlossen worden, die Variationen an Flaschengrößen wurden eingeschränkt. Die Originalprodukte sind zumindest in Celle aber leicht zu erhalten.
Besonders in der Lüneburger Heide ist eine Mischung mit dem Kräuterschnaps Heidegeist unter der Bezeichnung 108er verbreitet, was sich auf die Addition der Alkoholgehalte von 58 beziehungsweise 50 Prozent zurückführen lässt.